# چارلز لامپکین
چارلز لامپکین (انگلیسی: Charles Lampkin؛ ۱۷ مارس ۱۹۱۳ – ۱۷ آوریل ۱۹۸۹) یک هنرپیشه اهل ایالات متحده آمریکا بود. وی بین سال‌های ۱۹۵۱ تا ۱۹۸۹ میلادی فعالیت می‌کرد.
از فیلم‌های او می‌توان به آخرین مرد بی‌گناه اشاره کرد.